# Aeroport de Rotterdam-La Haia
L'Aeroport de Rotterdam-La Haia, anteriorment Aeroport de Rotterdam (en neerlandès: Vliegveld Zestienhoven), (codi IATA: RTM, codi OACI: EHRD) està situat a 5 km al nord-oest de Rotterdam, i és el tercer més gran dels Països Baixos per nombre de passatgers després de l'Aeroport d'Eindhoven. En 2014 va atendre a 1.590.144 passatgers.

## Història
Després de la Segona Guerra Mundial el govern neerlandès va decidir que era necessari un segon aeroport al costat de Schiphol. La ciutat de Rotterdam tenia un aeroport abans del conflicte, l'aeroport Waalhaven, que va ser destruït per prevenir el seu ús pel Tercer Reich. La reconstrucció d'aquest aeroport era inviable, així que calia buscar un nou emplaçament per a l'aeroport.
Es va trobar una nova localització a la depressió sota el nivell del mar de Zestienhoven. La construcció de l'aeroport va començar a l'agost de 1955 i va ser oficialment obert l'octubre de 1956. Poc després de la inauguració algunes de les grans aerolínies internacionals com Swissair, Lufthansa i Air France van començar a operar en Róterdam. No obstant això, els plans dels anys 1970, de moure o tancar l'aeroport per fer lloc als habitatges i l'incert futur va provocar un estancament del creixement de l'aeroport i que molts operadors deixessin d'efectuar vols a est. Durant trenta anys semblava tancat, però el creixement econòmic en els 90 va provocar nous creixements de passatgers i en 2001 es va decidir que l'actual situació de l'aeroport seria mantinguda, durant almenys un segle.

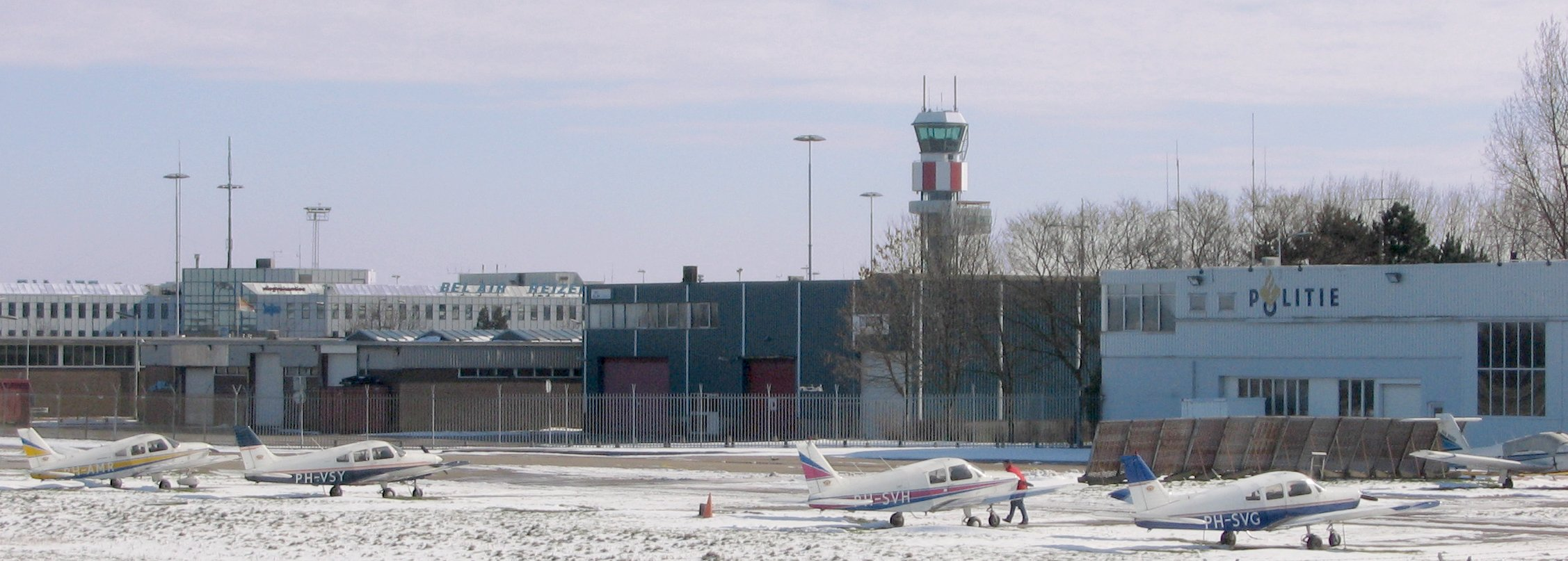
Alguns avions petits que es diuen Piper PA-28 Cherokee en la neu en l'aeroport de Rotterdam